# Gavar
Gavar (in armeno Գավառ?), già nota come Nor Bayazed e poi Kamo, è una città di circa 26 000 abitanti (2007), capoluogo della provincia di Gegharkunik in Armenia.
Nella pronuncia locale la prima lettera è resa con un suono spesso traslitterato con "ky" invece di "g", per cui si può anche trovare la grafia Kyavar.